# Ensinger Fahrzeugbau
Ensinger Fahrzeugbau war ein deutscher Maschinenbaubetrieb mit Sitz in Michelstadt im Odenwald. Er ging auf ein im Jahr 1902 gegründetes Handelsgeschäft für Fahrzeuge zurück und startete nach dem Zweiten Weltkrieg unter der Marke Ensinger mit der Herstellung von Beregnungsmaschinen sowie Rad- und Raupenschleppern für die Landwirtschaft. Aufgrund zu geringer Absatzzahlen wurde der Betrieb 1954 nach einer Produktion von etwa 350 Radschleppern und 20 Raupenschleppern geschlossen. Der Leitsatz der Firma Ensinger lautete: „Arbeitsmaschinen von hoher Leistung und ausgereifter Konstruktion“.

## Geschichte
Christian Ensinger (1877–1958) eröffnete 1902 ein Geschäft in der Bahnhofstraße 15 von Michelstadt und verkaufte dort zunächst Fahrräder und Nähmaschinen der Marke Dürkopp. 1911 begann Ensinger zudem mit dem Verkauf von Motorrädern und Automobilen. Anfangs beschränkte sich das Angebot auf Fahrzeuge der Markranstädter Automobilfabrik, Dürkopp und Opel. Später kamen Modelle von Brennabor sowie BMW und Mercedes hinzu.
Während des Zweiten Weltkrieges musste Ensinger den Verkauf von Fahrzeugen einstellen und reparierte stattdessen Lkw und fertigte Teile für Daimler-Benz. Nach dem Krieg trat der Sohn Friedrich „Fritz“ Ensinger (1905–1956) in das Unternehmen ein und zusammen konzentrierte man sich zunächst auf den Bau und Vertrieb von Beregnungsmaschinen, die überwiegend in den Export nach Ägypten oder in die Türkei gingen.
Friedrich Ensinger erkannte in dieser Zeit den hohen Bedarf an landwirtschaftlichen Zugfahrzeugen und begann daher 1948 mit der Entwicklung und Herstellung von Rad- und Raupenschleppern. Der Betrieb hatte mittlerweile eine Fertigungshalle in der Nähe des Michelstädter Bahnhofs bezogen. Trotz großer Bemühungen und Teilnahmen an regionalen Messen sowie DLG-Wanderaustellungen fanden sich aufgrund der starken Konkurrenz allerdings nur wenige Käufer für die Ensinger-Schlepper. Zeitweise wurde sogar auf Halde produziert. Um den Betrieb am Leben zu halten, verkaufte Ensinger 1950 daher die Konstruktionszeichnungen und zugehörigen Werkzeugmaschinen von seinem erfolgreichsten Schleppermodell AS 15 an die Bischoff-Werke in Recklinghausen. Den Erlös in Höhe von 97.120 Deutsche Mark investierte Ensinger unter anderem in die Entwicklung und den Bau weiterer Schlepper.
Der erhoffte Erfolg trat jedoch auch mit den neuen Modellen nicht ein und die Verkäufe der Beregnungsmaschinen allein konnten das Unternehmen, das mittlerweile rund 30 Mitarbeiter beschäftigte, nicht dauerhaft tragen. Aus diesem Grund musste der Betrieb 1954 endgültig schließen.

## Produkte

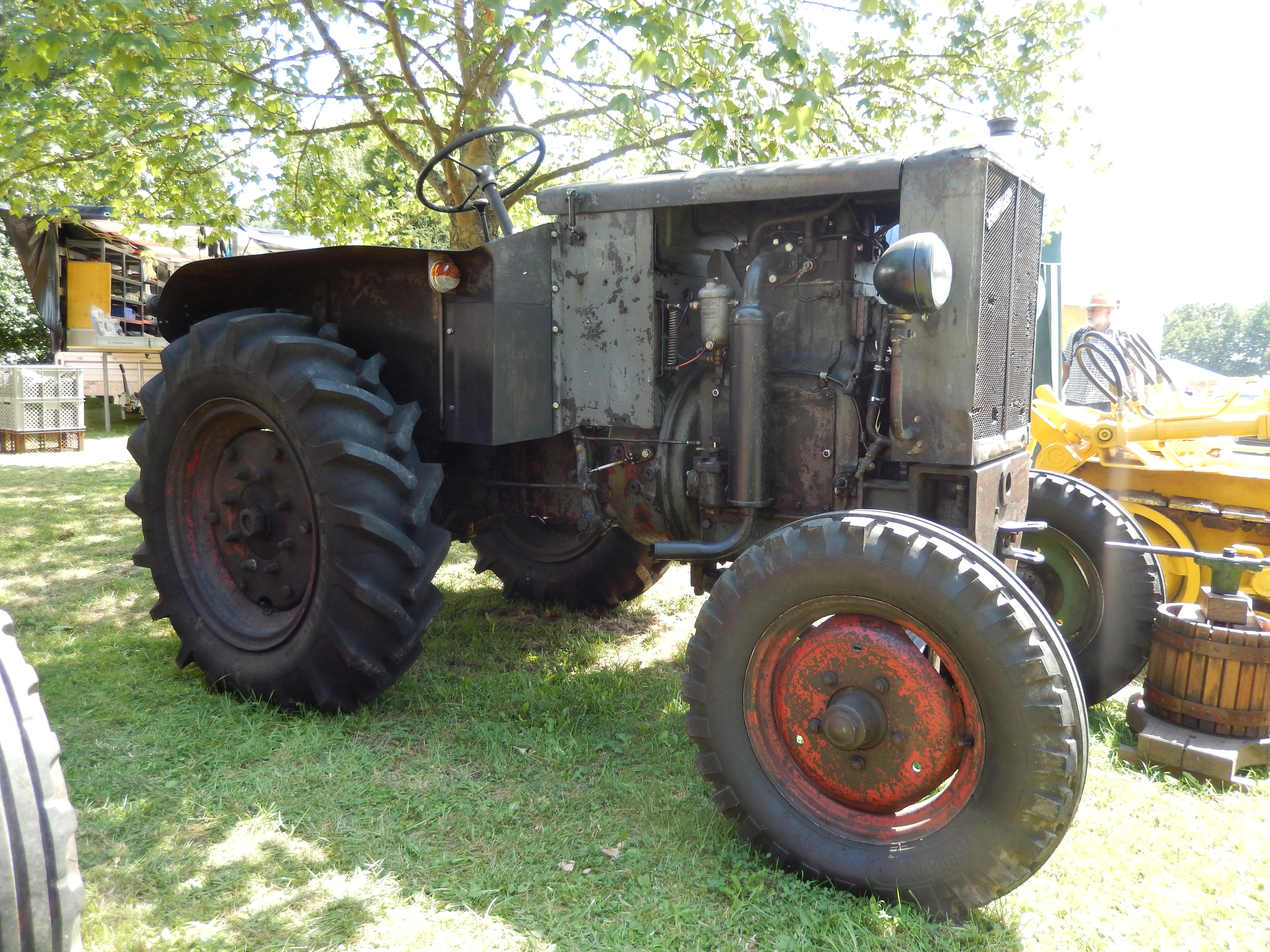
Als zweites Modell wurde der AS 25 1949 auf den Markt gebracht.

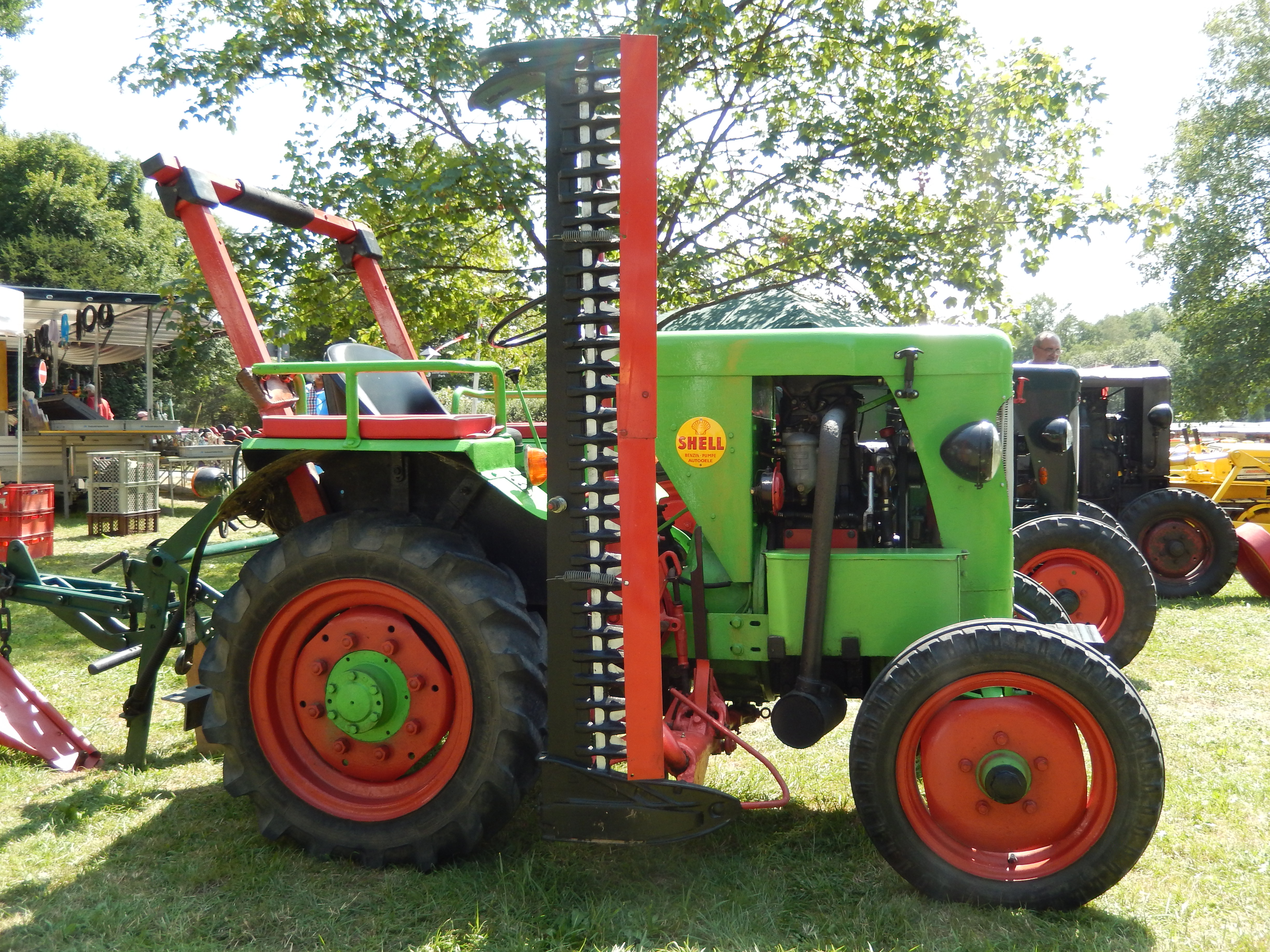
Der Bauernschlepper AS 15 war das kleinste Modell von Ensinger.

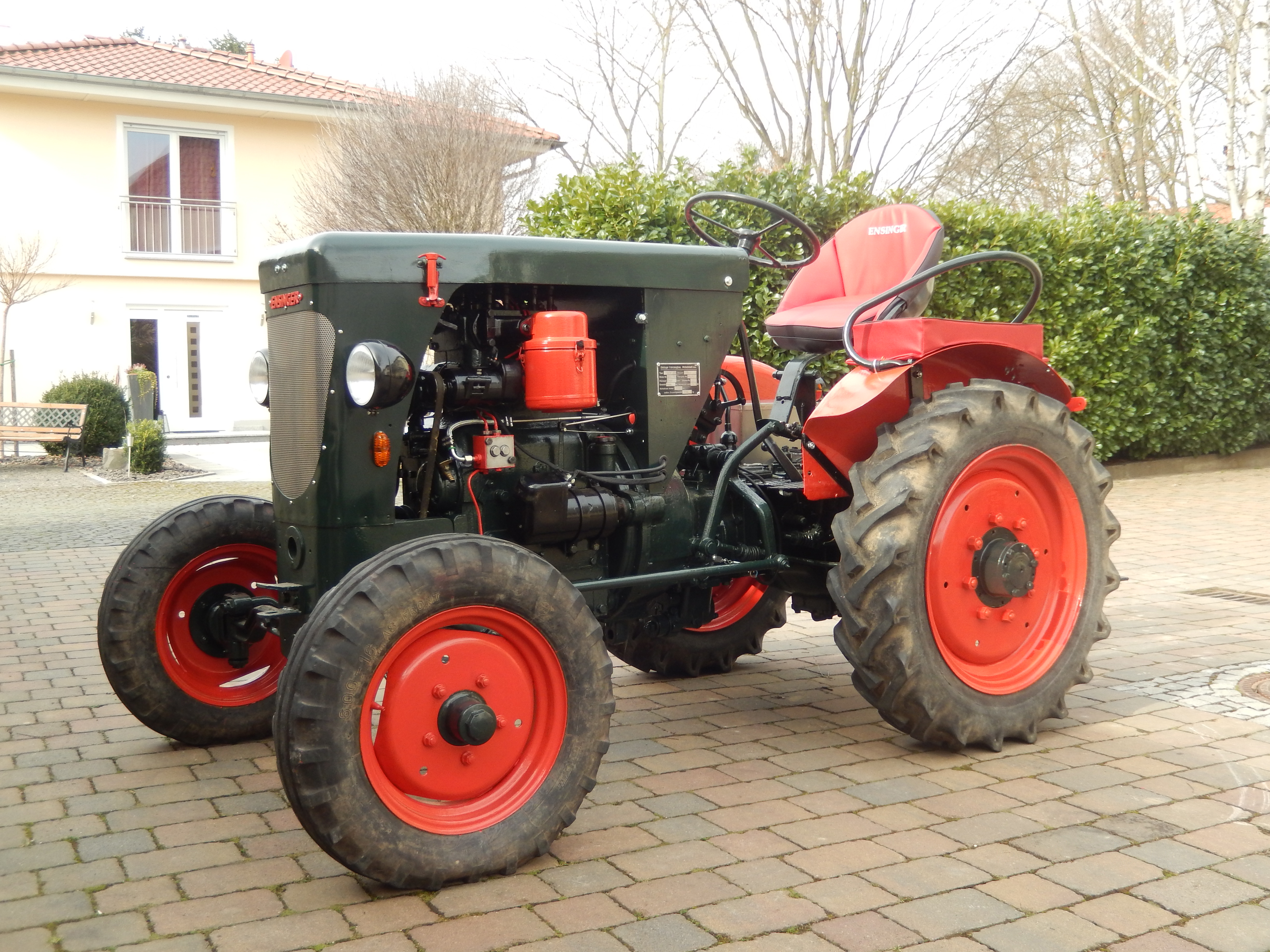
Der AS 20i blieb ein Einzelstück. Optik des AS 15, aber mit verlängerter Motorhaube und Zweizylindermotor

Nach dem Zweiten Weltkrieg begann der Betrieb mit der Produktion von Beregnungsmaschinen. Deren Herzstück waren Dieselmotoren von Bauscher mit einer Leistung von wahlweise 6 bis 10 PS. Sie wurden vor allem ins Ausland exportiert.
Das zweite und größere Standbein von Ensinger waren die in Handarbeit gebauten Rad- und Raupenschlepper. Hierfür wurden viele Teile, wie etwa Motoren, Getriebe und Pendelachsen von anderen Herstellern zugekauft (sog. Konfektionsschlepper). Auf diese Weise entstand als erstes Modell 1948 der Radschlepper AS 20 mit einem 22-PS-Zweizylinder-Dieselmotor von MWM. Der Schlepper hatte eine Riemenscheibe, eine Zapfwelle und konnte auf Wunsch mit einem Mähbalken ausgestattet werden. Ein Jahr später erhöhte Ensinger die Leistung auf 25 PS und gab dem neuen Modell die Bezeichnung AS 25. Beide Schlepper waren mit einem Gewicht von rund 1,7 Tonnen relativ schwer und so entschied sich Ensinger noch 1949 dazu einen kleineren Schlepper mit einem Einzylinder-Dieselmotor (ebenfalls von MWM) zu bauen, der 15 PS leistete und dafür nur knapp 1,4 Tonnen wog. Dieser AS 15 war insbesondere als Einstiegsmodell für Kleinbauern gedacht. Ein ähnliches Erscheinungsbild und geringes Gewicht wie der AS 15 hatte der AS 20i. Dieses Modell besaß jedoch einen Zweizylindermotor und blieb ein Einzelstück. Neben den genannten Radschleppern baute Ensinger auch den Raupenschlepper RS 25 mit einem 25-PS-Zweizylinder-Dieselmotor von MWM.
Mit Modernisierung des Programms ab 1951 erhöhte Ensinger die Leistung seiner Modelle und gab ihnen auch ein neues Erscheinungsbild. Neben den bereits eingeführten Modellen kamen nun der AS 28/30 mit einem 28-PS-Zweizylinder-Dieselmotor und der AS 40 mit 40-PS-Dreizylinder-Dieselmotor (beide wieder von MWM) neu hinzu. Insbesondere das letztgenannte Modell konnte auch erfolgreich in die Türkei verkauft werden. Der 40-PS-Dieselmotor überforderte aber das zu schwach ausgelegte Getriebe, sodass eigens ein Monteur in der Türkei abgestellt werden musste, um Garantieansprüche zu erfüllen. Auch der Raupenschlepper RS 25 wurde durch das leistungsfähigere Modell RS 40 mit einem 40-PS-Dreizylinder-Dieselmotor ersetzt. Kurz vor Betriebsaufgabe entwirft Ensinger noch einen 60-PS-Schlepper, der jedoch nicht mehr in Produktion ging.

## Weitere Entwicklungen und Verbleib
Nach der Betriebsaufgabe erhielt Friedrich Ensinger eine Anstellung bei den Rotenburger Metallwerken und beschäftigte sich erneut mit dem Aufbau eines Rad- und Raupenschlepperprogramms. Dabei fanden auch die alten Werkzeugmaschinen von Ensinger Verwendung. Sein früher Tod im Jahr 1956 bedeutete allerdings das Ende des Schlepperprogramms nach nur wenigen produzierten Einheiten.
Der Konstrukteur und ehemalige Mitarbeiter Ensingers, Heinrich Barth (1901–1984) baute nach der Betriebsaufgabe eine kompakte Aufsitz-Raupe, die er während seiner Anstellung bei Ensinger entwickelt hatte. Diese sogenannte Batra-Raupe konnte am Heck mit einem kleinen fünf-schariger Pflug und an der Front mit einem Sprühtank zur Schädlingsbekämpfung ausgestattet werden. Trotz ernster Produktionsabsichten kam es letztlich jedoch nicht zu einer Serienfertigung.
Der Verein Odenwälder Oldtimerfreunde, besonders in Person von Heinrich Lauser, arbeitet die Geschichte um Firma und Familie aktiv auf und führt eine Liste über noch vorhandene Ensinger-Schlepper. Die Recherchen haben ergeben, dass noch rund 25 Ensinger-Traktoren existieren (Stand Januar 2025).
Im Michelstädter Stadtarchiv befindet sich eine eigene Archivsammlung zur Geschichte des Betriebs, die von der Familie Ensinger zur Verfügung gestellt wurde.